# Il giuramento (romanzo)
Il giuramento (Le Serment des limbes) è un romanzo scritto da Jean-Christophe Grangé, pubblicato in Italia da Garzanti Libri nel 2008.

## Trama
Trovato quasi assiderato in un fiume con dei pesi intorno alla vita, Luc Soubeyras evidentemente ha cercato di uccidersi: è un miracolo se adesso giace in coma in ospedale. Solo il collega della squadra Criminale di Parigi Mathieu Duray, miglior amico di Luc dai tempi del seminario, non crede all'ipotesi del suicidio. 
Non gli resta che indagare sul passato dell'amico: c'è infatti un'inchiesta segreta condotta da Luc all'insaputa di tutti, l'indagine sulla morte di una donna uccisa secondo un rituale particolarmente efferato. Un rituale presente anche in altri delitti compiuti in varie località d'Europa. 
Ciò porterà Mathieu sulle tracce di un inquietante setta (quella degli Asserviti e dei Senza Luce). I suoi membri sono accomunati da un terribile trauma: tutti si sono svegliati dal coma ed hanno vissuto un'esperienza di "pre-morte" che li ha cambiati per sempre perché per tornare tra i vivi hanno stretto un patto con il diavolo...

## Edizioni
- Jean-Christophe Grangé, Il giuramento, Narratori moderni, Garzanti Libri, 2008, ISBN 978-88-11-68625-5.